# Луфира (водохранилище)
Луфира — водохранилище в юго-восточной части Демократической Республики Конго.
Оно расположено примерно в 20 км к востоку от города Ликаси на плато Катанга. Находится примерно на высоте 1100 м над уровнем моря в большой депрессии окруженной невысокими горами. Была плотина построена на реке Луалаба в 1926 году при строительстве ГЭС. Площадь зеркала составляет около 362,5 км². Во время влажных месяцев в феврале и марте, площадь затопления достигает максимума в 440 км². Озеро неглубокое, со средней глубиной всего 2,6 м.